# 庙子沟站
庙子沟站是一个成渝线上的铁路车站，位于四川省简阳市杨家镇（原新市镇）庙子沟村，建于1958年，目前为四等站，邮政编码为641423。目前客运：办理旅客乘降；不办理行李、包裹托运；货运：仅办理整车不怕湿货物发到。
2020年本站新建通往成都天府国际机场油库的专用线，为此本站增建4条股道，当年5月完工。